# Anny Duperey

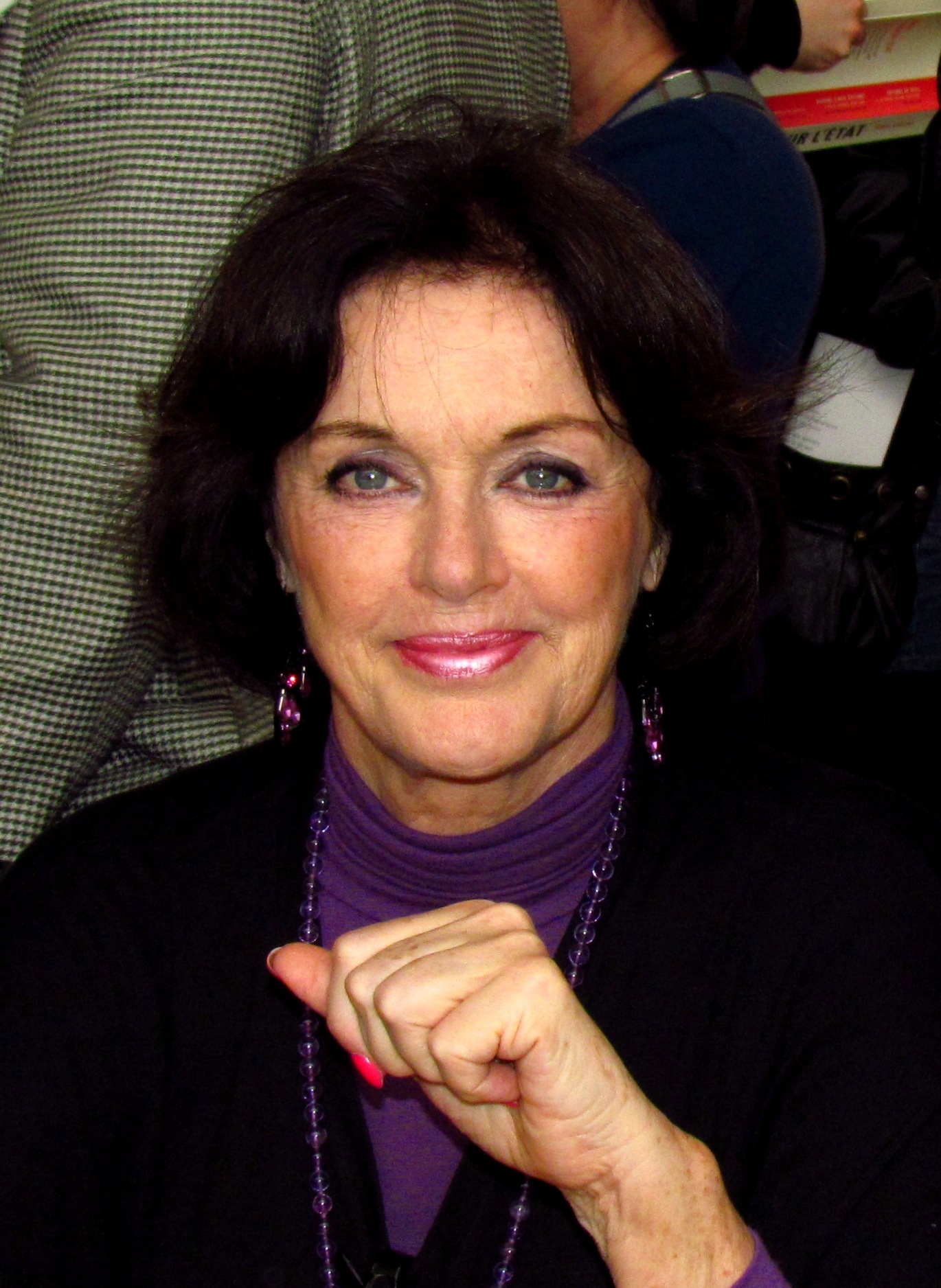
Anny Duperey în martie 2012 la Târgul de cărți din Bruxelles

Anny Duperey, de fapt Anny Ginette Lucienne Legras, (n. 28 iunie 1947, Rouen, Franța) este o actriță și romancieră franțuzoaică.

## Biografie
Familia sa este originară din La Neuville-Chant-d'Oisel. Părinții ei, Lucien și Ginette Legras, erau fotografi. La vârsta de opt ani, Anny își pierde amândoi părinții care au murit asfixiați în baia proprie, din cauza unei defecțiuni. De atunci a fost crescută de bunica și o mătușă din partea tatălui, iar sora ei care avea abia câteva luni, de bunicii din partea mamei. Mai târziu, scrie despre aceste amintiri traumatizante în cartea Le Voile noir care a fost ilustrată cu poze rămase din arhiva de lucru a tatălui ei.
În timpul studiului la școala de actorie Cours Simon din  Paris, a jucat la început în piese de teatru și pentru a se întreține a lucrat ca model pentru modă. În septembrie 1973 a apărut pe coperta revistei Vogue. 
Jean-Luc Godard a remarcat-o pe Duprey și I-a oferit un rol în anul 1966 în filmul Deux ou trois choses que je sais d'elle. Apoi a jucat preponderent în filme franțuzești ușoare. Astfel împreună cu tânăra Claude Jade au „înfrumusețat” în 1968 filmul Sub semnul lui Monte Cristo înainte ca în 1969 să joace împreună cu Brigitte Bardot pe cuceritoarele lui Maurice Ronet din filmul lui Jean Aurel Les Femmes.

## Filmografie selectivă
- 1967 Două sau trei lucruri pe care le știu despre ea (Deux ou trois choses que je sais d'elle), regia Jean-Luc Godard
- 1967 Omul care valora miliarde (L'Homme qui valait des milliards) de Michel Boisrond
- 1968 Sub semnul lui Monte Cristo (Sous le signe de Monte-Cristo) de André Hunebelle
- 1969 Bye bye, Barbara de Michel Deville
- 1969 Un jeune couple de René Gainville
- 1969 Femeile (Les Femmes) de Jean Aurel
- 1970 La Rose écorchée de Claude Mulot
- 1972 O simplă problemă de timp (Pas folle la guêpe) de Jean Delannoy
- 1972 Ghinionistul (Les Malheurs d'Alfred) de Pierre Richard : Agathe Bodard
- 1973 Sans sommation de Bruno Gantillon : Cora
- 1973 L'Oiseau rare de Jean-Claude Brialy : Marie-Laure de Porcheville, la hoberaute
- 1974 Stavisky... de Alain Resnais : Arlette
- 1975 Nicio problemă! (Pas de problème !), regia Georges Lautner
- 1975 Le Malin Plaisir de Bernard Toublanc-Michel : Marianne
- 1975 Embraces (Umarmungen und andere Sachen) de Jochen Richter : Maria
- 1976 Nuit d'or de Serge Moati : Andrée
- 1976 Un éléphant ça trompe énormément de Yves Robert : Charlotte
- 1976 L'Arriviste de Samy Pavel : la femme de Fluvio
- 1977 Bobby Deerfield de Sydney Pollack : Lydia
- 1977 Maladie mortelle de François Weyergans
- 1978 Trocadéro bleu citron de Michaël Schock : Annie
- 1979 Sub patru steaguri - Contro 4 bandiere de Umberto Lenzi : Fabienne
- 1980 Le Cerveau du super-gang de Wigbert Wicker : Claudia Klessing, avocata
- 1980 Psy de Philippe de Broca : Colette
- 1981 Le Grand Pardon de Alexandre Arcady : Carole
- 1982 Le Démon dans l'île de Francis Leroi : Gabrielle Martin
- 1982 Meurtres à domicile de Marc Lobet : Aurélia Maudru
- 1982 O mie de miliarde de dolari (Mille milliards de dollars), regia Henri Verneuil
- 1983 Les Compères de Francis Veber : Christine Martin
- 1983 La Triche de Yannick Bellon : Nathalie Verta
- 1987 Gandahar de René Laloux : Ambisextra (voix)
- 1993 Germinal de Claude Berri : dna. Hennebeau
- 1999 Tôt ou tard de Anne-Marie Étienne : Aline
- 2007 Danse avec lui de Valérie Guignabodet : mama lui Alexandra
- 2009 [e l'autre côté du lit de Pascale Pouzadoux : Lise
- 2009 Eden à l'ouest de Costa-Gavras : la dame à la veste
- 2012 L'amour dure trois ans de Frédéric Beigbeder : mama lui Marc
- 2012 Vous n'avez encore rien vu de Alain Resnais : Anny Duperey / mama

## Romane publicate
- L’Admiroir (1976)
- Le Nez de Mazarin (1986)
- Le Voile noir (1992), in deutscher Übersetzung unter dem Titel Der schwarze Schleier des Vergessens von Dromer Knaur (1994), ISBN 3-426-75053-8
- Je vous écris (1993)
- Les Chats du hasard (1999), in deutscher Übersetzung unter dem Titel Das Glück, von einer Katze gefunden zu werden von Scherz (2002), ISBN 3-502-11151-0
- Allons voir plus loin, veux-tu? (2002)
- Essences et parfums (2004)
- Une soirée (2005)